# 香港觀鳥會
香港觀鳥會（英語：Hong Kong Bird Watching Society）是香港一個旨在欣賞及保育香港鳥類及其自然生態的民間組織。觀鳥會成立於1957年，於2002年被認可成為公共性質慈善機構，在國際鳥盟於1994年成立後便成為其香港支會(Associate Member)，2013年正式成為際鳥盟的成員(Partner)。
香港觀鳥會的會徽是黄嘴白鹭，曾有在香港繁殖的紀錄，現在只在遷徙期於香港出現，全球數量少於3,400隻，被國際自然保護聯盟列為易危物種。

## 組織架構
香港觀鳥會由執行委員會負責監管及營運，目前有20位全職工作人員，同時亦設有多個委員會負責不同範疇的工作，包括紅耳鵯俱樂部委員會、會員事務委員會、教育及推廣委員會、自然保育委員會及中國自然保育基金委員會等等；亦有針對不同品種鳥類的研究小組，包括麻鷹、黑臉琵鷺、燕鷗、鷺鳥、燕子、水鳥、白腹海鵰及鳥類環誌小組。
| - 林超英先生 主席 - 劉偉民先生 副主席 - 吳祖南博士 - 吳敏先生 義務秘書 - 陳慶麟先生 義務司庫 - 劉偉民先生 委員 - Mr. John Allcock - 區俊茵小姐 - 方健華先生 - 黃志俊先生 - 余秀玲小姐 - 左治強先生 - 蘇毅雄先生 - 丘漢光先生 - 文權溢先生 |

## 活動
香港觀鳥會每月舉辦不同的觀鳥活動，另外屬下的「紅耳鵯俱樂部」每週一天分別在香港公園及九龍公園免費帶領有興趣的公眾人士在園內觀鳥。亦有定期圍繞觀鳥、鳥類研究及自然保育等主題舉辦室內講座，並舉辦《觀鳥證書課程》。 

### 香港觀鳥比賽
香港觀鳥會每年一度舉辦《香港觀鳥會香港觀鳥比賽》（HKBWS Bird Watching Competition），是一項隊際比賽，分公開組及學校組，每隊最少三人、最多六人，參賽隊伍需在24小時內尋找及辨認香港境內出現的野生雀鳥種類。

### 魚塘源野藝術節
香港觀鳥會和「藝術到家」（ Art Together ）於2018年合辦第一屆《魚塘源野藝術節》，於1月20日一連兩日帶公眾走進元朗大生圍村，欣賞自然與藝術如何說故事。是次活動主要目的是為了讓人了解魚塘對香港生態環境多重要。而這次藝術節亦招募了六位藝術家駐村考察，從大生圍的人、事、物中尋找靈感創作。

## 保育
香港政府於2004年11月推出「自然保育管理協議試驗計劃」，列出12個須優先加強保育的地點，由公私營界別合作推動自然保育工作。香港觀鳥會獲得「環境及自然保育基金」的資助，從2005年12月開始在新界北區塱原推行名為「人鳥和諧自然共存──塱原可持續生態管理計劃」的濕地生態管理計劃，透過與當地農友合作，推行特定的管理措施以提升塱原特別是雀鳥的生態價值，維持及改善生境的生物多樣性，和改善耕種活動的可持續性，試驗計劃在2008年3月結束，為延續計劃效益，香港觀鳥會以主要執行計劃合辦人身份和長春社合作再向基金申請資助，並於同年三月展開「塱原自然保育管理計劃」，為期兩年，並於2010年期滿後再獲續批兩年至2012年。計劃繼續獲基金支持，持續至今。

## 外部連結
- 香港觀鳥會官網 （页面存档备份，存于）